# 만프레드 볼케

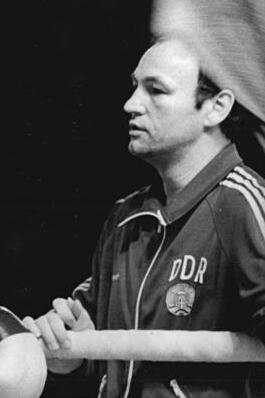
1983년 모습

만프레드 볼케(Manfred Wolke, 1943년 1월 14일 ~ 2024년 5월 29일)는 독일의 웰터급 복서였다. 육군스포츠클럽포워드(Armeesportsklub Vorwärts) 프랑크푸르트 안 데어 오데르(Frankfurt an der Oder)의 회원이었다.
동독을 대표하는 볼케는 1968년 멕시코 시티 올림픽 웰터급 올림픽 금메달리스트였다. 볼케는 결승전에서 카메룬의 조제프 베살라를 4-1로 물리쳤다. 1972년 그는 쿠바의 에밀리오 코레아 (1953년)에게 KO패해 메달을 획득하지 못했다.
권투 경력이 끝난 후 볼케는 트레이너가 되었으며 특히 1990 년대 헤비급 경쟁자 악셀 슐츠 및 헨리 마스크와 함께 일했으며 나중에 프란체스코 피아니타와 함께 일했다.
볼케는 2024년 5월 29일 81세의 나이로 사망했다.